# 一九九五閏八月
《一九九五閏八月：中共武力犯台世紀大預言》一書出版於1994年，作者為美籍華人作家鄭浪平（時任新黨洛杉磯聯絡人），出版者為商周文化。內容預言解放軍將於1995年的農曆閏八月出其不意地武力進犯台灣，書中並詳細描述過程及動武的手法。
該書引發台海兩岸和全球華人社會的廣大爭論，鄭浪平隨後在希代書版出版《閏八月震盪》收錄該書出版後各界的評論文章。
1995年，台灣有一部與該書近乎同名的電影《一九九五年閏八月》上映，電影公司還強調多了“年”字，由黃安、林瑞陽、王靜瑩、庹宗華等主演，林博生導演，情節內容為台灣1945年之後50年的社會生活發展縮影。

## 評論
2002年作家卜大中曾在公共電視文化事業基金會節目《週二不讀書》第六集中批評，該書是「自從《南海血書》以來，最爛的兩大暢銷書之一」，「應該放在爛書博物館（給）大家看一下，他（鄭浪平）其實是利用根深柢固的恐懼、利用謠言恐慌去造成這樣的一個效應。它根本就是外行，想當然爾、閉門造車寫出來的一本書。剛好那時候中共軍事演習——1995年軍事演習，為了恐嚇台灣的96年大選做的軍事演習——，剛好就運氣好、碰上了。」
1995年9月1日，作家張系國評，語言的功用是通過明言與暗示來影響及控制對方，狹義的語言是如此，作家柯雲路《人類神祕現象破譯》書中所說的「廣義的語言（宇宙語）」也是如此；但廣義的語言更著重暗示的力量，用暗示來影響對方、甚至操縱對方，《一九九五閏八月》現象也可從這個角度來理解：鄭浪平在該書中獨具慧眼觀察到台灣海峽兩岸關係的基本矛盾，「日趨強大的中共希望周圍的藩屬國對它稱臣納貢，而趨向獨立的台灣並不願被中共控制，因此衝突在所難免」，該書的出版對台灣社會形成暗示的力量，「不願被中共控制的黨派及民眾心急如焚，所採取的行動促使李登輝政府更積極尋求外交突破，又影響到中共採取相應策略」。張系國說，該書內容「幾乎成為事實，卻不會成為事實」，這是預言書的最大效用，「自歐威爾的《一九八四》以降，多少預言書（包括預言小說及科幻小說）幾乎成為事實，最後都不曾成為事實；這並不是預言書的失敗，反而是預言書的成功！預言成為『宇宙語』的一部份，發揮了警世功能，反而使預言不易實現；但是沒有一位預言書的作者會因此感到難過，畢竟預言世界末日的先知先覺正是最不願意見到世界毀滅的人，否則犯不著大聲疾呼暮鼓晨鐘。對《一九九五閏八月》當作如是觀，對閏八月之後的兩岸關係變化亦當作如是觀。」
2009年2月12日，前民主進步黨立法委員林濁水以該書比喻前中華民國總統兼民主進步黨主席陳水扁所作的書《台灣的十字架》：雖然是暢銷書，卻是可笑的書。